# 7z
7z és un format de dades comprimides que suporta diferents filtres de compressió de dades, encriptació i preprocessament. El format 7z aparegué inicialment implementat per l'arxivador 7-Zip. Tant el programa com la biblioteca 7-Zip són públicament disponibles sota els termes de la LGPL.
El tipus MIME de 7z és application/x-7z-compressed.

## Característiques
El format 7z ofereix les següents característiques principals:
- Arquitectura oberta i modular que permet afegir qualsevol mètode de compressió, conversió o encriptació.
- Altes relacions de compressió (depenent del mètode de compressió emprat)
- Forta encriptació Rijndael/AES-256.
- Suport de fitxers grans (fins a 16 exabytes).
- Noms d'arxiu unicode
- Suport per a compressió sòlida, on múltiples fitxers de tipus similar són comprimits en una sola trama, per a aprofitar la redundància combinada inherent en fitxers similars.
- Compressió de capçaleres.

L'arquitectura oberta del format permet que mètodes de compressió futurs addicionals siguin afegits a l'estàndard.

## Suport actual de 7z
A continuació es mostra una llista de com el programari de compressió disponible actualment suporta el format d'arxiu 7z:
Suport complet (compressió i descompressió):
- 7-Zip i p7zip
- 7zX
- Ark
- BetterZip
- ExtractNow
- EZ 7z
- File Roller
- IZArc (encara que sense suport per a Ultra compressió o format Sòlid).
- PowerArchiver
- QuickZip
- ShellZip
- SimplyZip
- Squeez
- TUGZip
- ZipGenius

Només descompressió:
- ALZip
- WinRAR

Sense suport (les següents aplicacions no suporten actualment el format 7z):
- WinZip
- Filzip